# Wanda Jakubowska
Wanda Jakubowska (ur. 10 listopada 1907 w Warszawie, zm. 25 lutego 1998 tamże) – polska reżyserka filmowa, scenarzystka, przedstawicielka socrealizmu w kinie polskim.
W latach 30. XX wieku członkini Stowarzyszenia Miłośników Filmu Polskiego oraz Spółdzielni Autorów Filmowych. Jej debiut fabularny z tego okresu, Nad Niemnem według powieści Elizy Orzeszkowej, uchodzi za zaginiony. Po II wojnie światowej zdobyła międzynarodową sławę pionierskim filmem Ostatni etap (1947) o gehennie więźniów obozu koncentracyjnego Auschwitz-Birkenau, nagrodzonym Grand Prix Międzynarodowego Festiwalu Filmowego w Mariańskich Łaźniach. Kontynuowała tematykę obozową w filmach Spotkania w mroku (1960), Koniec naszego świata (1964) oraz Zaproszenie (1985), znana jest też z propagandowej biografii Karola Świerczewskiego Żołnierz zwycięstwa (1953) oraz filmu dla dzieci Król Maciuś I (1957) na podstawie powieści Janusza Korczaka.

## Życiorys

### Młodość i wykształcenie
Wanda Jakubowska urodziła się 10 listopada 1907 w Warszawie. Jej ojciec, Wacław Jakubowski, był z wykształcenia inżynierem. Jej matka, Zofia z domu Sułkońska, wywodziła się z zamożnej rodziny mieszczańskiej. Po wybuchu I wojny światowej Wacław Jakubowski został komendantem punktu ewakuacyjnego Polskiego Komitetu Pomocy Sanitarnej. Po krótkim okresie stacjonowania Komitetu w Warszawie, z powodu klęsk wojsk carskich na ziemiach polskich, w lipcu 1915 cała rodzina ewakuowała się do Moskwy, następnie próbowała się osiedlić w Mińsku i Smoleńsku, by znów wrócić do Moskwy. Tam też Wanda i jej matka zamieszkały pod opieką wuja, Leona Sułkońskiego. W międzyczasie dorastająca Jakubowska zafascynowała się kinem rosyjskim, zwłaszcza filmami z udziałem aktorów Wiery Chołodnej i Iwana Mozżuchina. Najbardziej zaimponował jej film Jakowa Protazanowa Ojciec Sergiusz (1918) z Mozżuchinem w głównej roli.
Wanda i jej matka na początku 1919 przeprowadziły się do Tuły, gdzie ojciec objął stanowisko dyrektora walcowni. W lutym Zofia zmarła jednak na niewydolność nerek. W 1921 Wacław Jakubowski wyjechał wraz z Wandą do Czerepowca, gdzie kierował zakładem metalurgicznym. Tam też Wanda ukończyła naukę w szkole podstawowej. Na mocy traktatu ryskiego, kiedy Polacy mieszkający w Rosji radzieckiej zyskali możliwość powrotu do Polski, Wacław skorzystał z okazji i powrócił w 1922 wraz z córką do Warszawy, powierzając opiekę nad Wandą swojej matce Marii Jakubowskiej. Początkowo Wanda Jakubowska uczyła się na warszawskiej pensji przy ulicy Zielnej, nie potrafiła się jednak odnaleźć w tej szkole. Później kształciła się w Gimnazjum Sióstr Urszulanek w Lublinie, gdzie w 1928 zdała egzamin dojrzałości typu humanistycznego, z bardzo dobrą oceną z historii, religii i śpiewu. Potem podjęła studia w Wyższej Szkole Handlowej, jednak zrezygnowała po roku nauki i w 1930 rozpoczęła naukę na Wydziale Humanistycznym Uniwersytetu Warszawskiego.

### Działalność w Stowarzyszeniu Miłośników Filmu Artystycznego

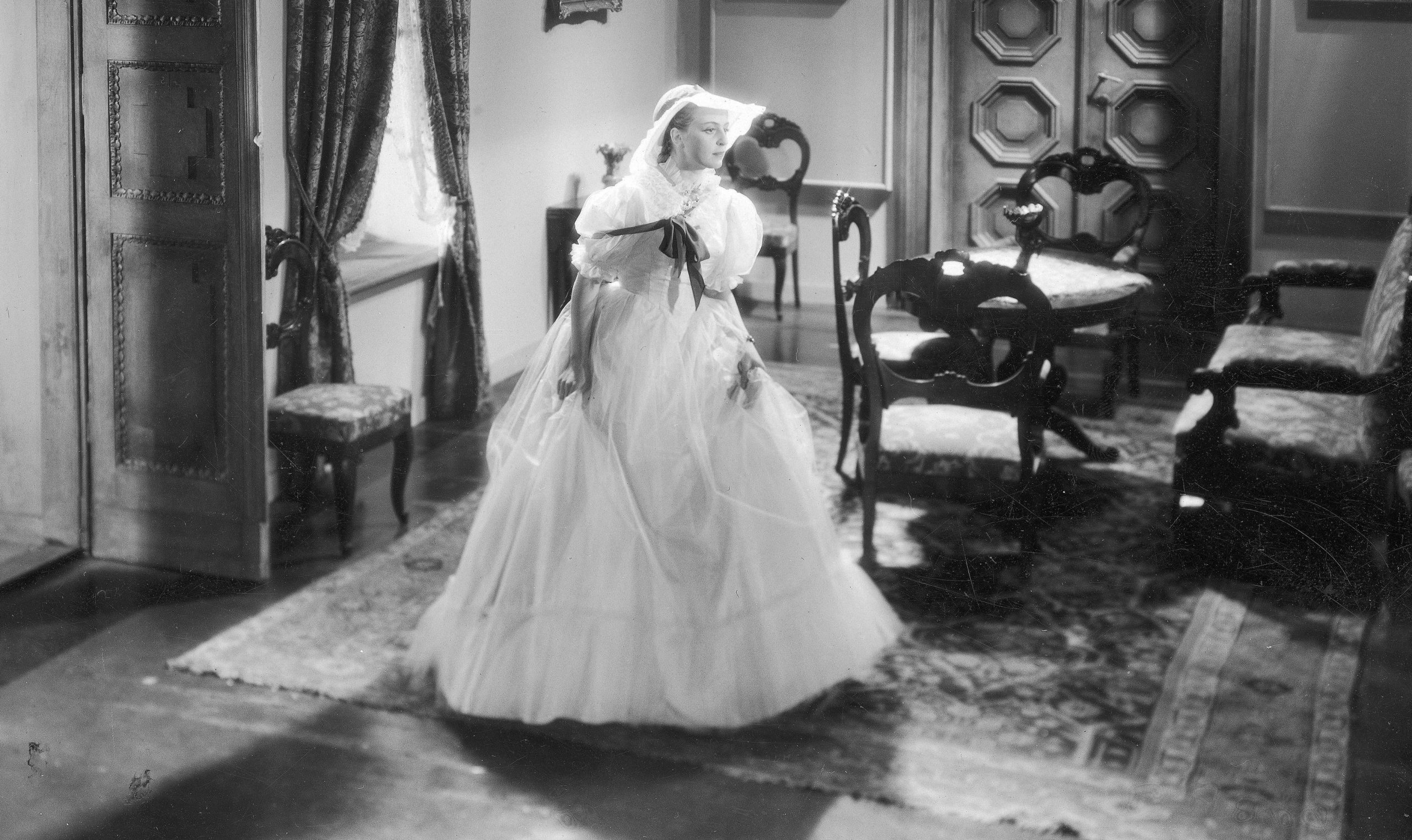
Elżbieta Barszczewska na fotosie z zaginionego filmu Nad Niemnem (1939) Jakubowskiej

W 1930 Jakubowska dołączyła do Stowarzyszenia Propagandy Filmu Artystycznego, które rok później zmieniło nazwę na Stowarzyszenie Miłośników Filmu Artystycznego (START). Celem START-u, w którym Jakubowska działała jako skarbnik, było między innymi poszerzanie horyzontów myślowych widzów, przeciwdziałanie cenzurze i dyktatowi prywatnych producentów, a także organizacja profesjonalnego szkolnictwa filmowego. Jakubowska uczestniczyła w pracach nad filmem Przebudzenie (1934) swego kolegi Aleksandra Forda; film ten został źle przyjęty przez publiczność, a potem drastycznie przerobiony przez branżowców. W międzyczasie od 1932 Jakubowska była członkinią zaangażowanego społecznie, kukiełkowego Teatru „Baj” w warszawskiej dzielnicy Żoliborz, do której wtedy się przeprowadziła.
Po klęsce Przebudzenia Jakubowska dołączyła do nowej Spółdzielni Autorów Filmowych (SAF). W 1938 przeniosła na język filmu powieść Elizy Orzeszkowej Nad Niemnem; jej współreżyserem był Karol Szołowski, a w głównych rolach obsadzono Elżbietę Barszczewską i Jerzego Pichelskiego. Planowana na 6 września 1939 premiera Nad Niemnem nie mogła jednak się odbyć ze względu na agresję nazistowskich Niemiec na Polskę. Aby zapobiec przechwyceniu filmu przez Niemców (którzy zamierzali przemontować go na użytek propagandowy), kopię wzorcową filmu podzielono na trzy części i ukryto w miejscu nieznanym nawet reżyserce; Jakubowska nigdy nie odnalazła owego materiału filmowego, w związku z czym Nad Niemnem uznano za zaginiony.

### Czasy okupacji
Od 1941 Jakubowska była członkinią konspiracyjnej organizacji Polscy Socjaliści, powstałej przy Polskiej Partii Socjalistycznej; zajmowała się między innymi kolportażem pisma „Barykada Wolności” na Żoliborzu. Od 1942 (do jej połączenia z PPS w 1948) należała do Polskiej Partii Robotniczej. 30 października 1942 za działalność konspiracyjną została aresztowana przez Gestapo i osadzona wraz z Szymonem Syrkusem i Jarosławem Ładoszem w więzieniu na Pawiaku. 28 kwietnia 1943 deportowano ją do obozu koncentracyjnego w Auschwitz-Birkenau. Zdołała przeżyć dzięki pomocy innych więźniarek z socjalistycznego ruchu oporu. Dołączyła też niebawem do grupy łączniczek przekazujących informacje o zgładzonych osobach, udzielających pomocy innym więźniarkom i dokumentujących warunki życia w obozie.

### Twórczość okresu stalinizmu

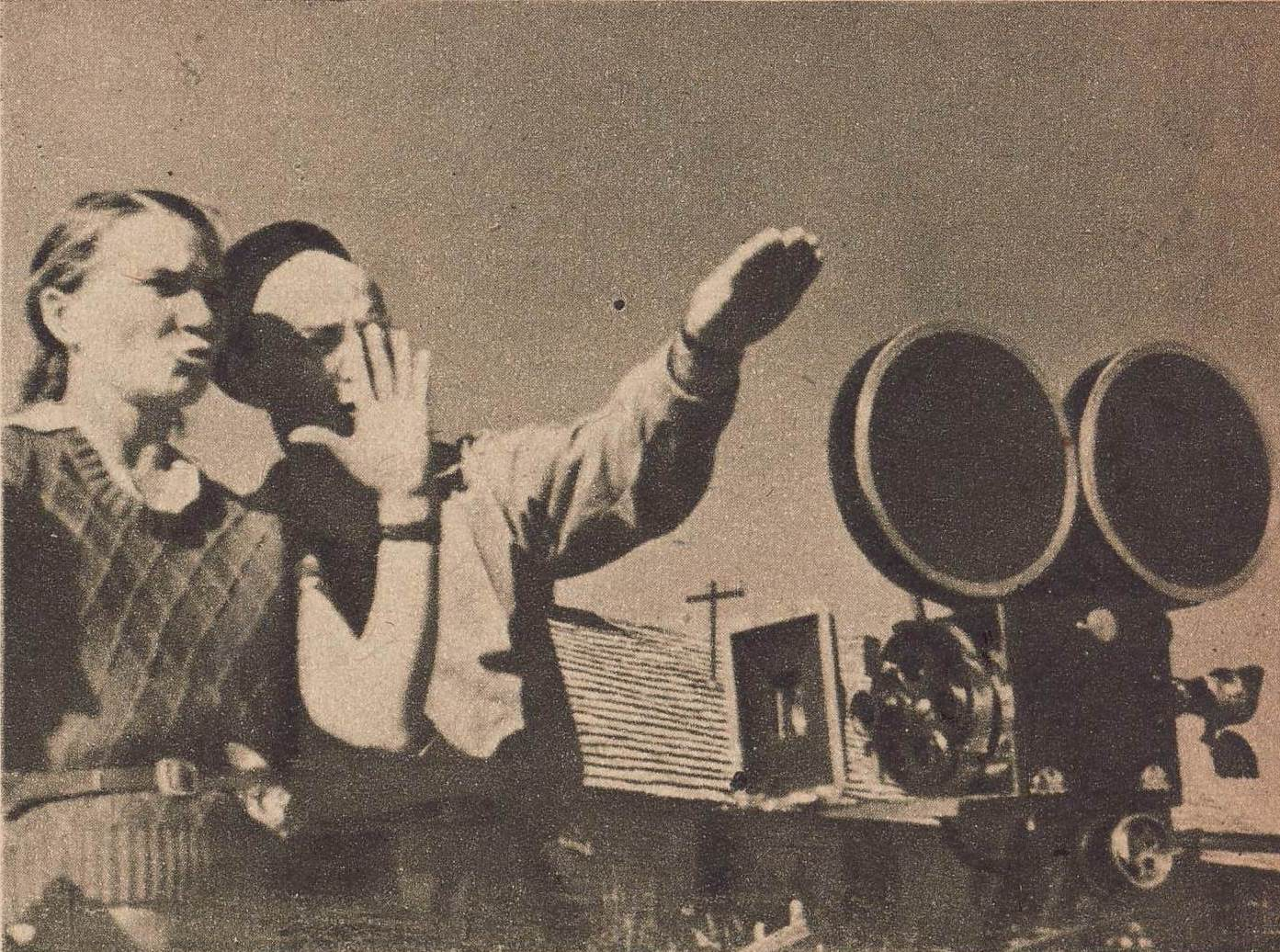
Wanda Jakubowska i Boris Monastyrski kręcą film Ostatni etap (1947)

Po ewakuacji do obozu koncentracyjnego w Ravensbrück, a następnie wyzwoleniu 28 kwietnia 1945, Jakubowska pragnęła nakręcić film będący pochodną jej przeżyć obozowych. Od czerwca do października pisała wraz z komunistką Gerdą Schneider roboczy scenariusz pod tytułem Oświęcim. W międzyczasie Jakubowska zapisała się do Komunistycznej Partii Niemiec, dzięki czemu mogła prowadzić dokumentację zbrodni nazistowskich. Powróciwszy do Warszawy w grudniu 1945, zgłosiła się do Polskiej Partii Robotniczej ze szkicem scenariusza. Do realizacji projektu za wszelką cenę nie chciał jednak dopuścić Aleksander Ford, ówczesny dyrektor Przedsiębiorstwa Państwowego „Film Polski”, co też Jakubowska kwitowała we wspomnieniach: „Po cichu mówiło się, że to jest film dla jakiegoś reżysera, a nie jakiejś tam »baby«”. Zdeterminowana Jakubowska zdołała rozpocząć prace nad filmem dopiero wtedy, gdy wysłała nowelę filmową w języku rosyjskim do Ministerstwa Kinematografii w Moskwie. Projekt miał zyskać zgodę nie tylko Andrieja Żdanowa, ale i samego Józefa Stalina.

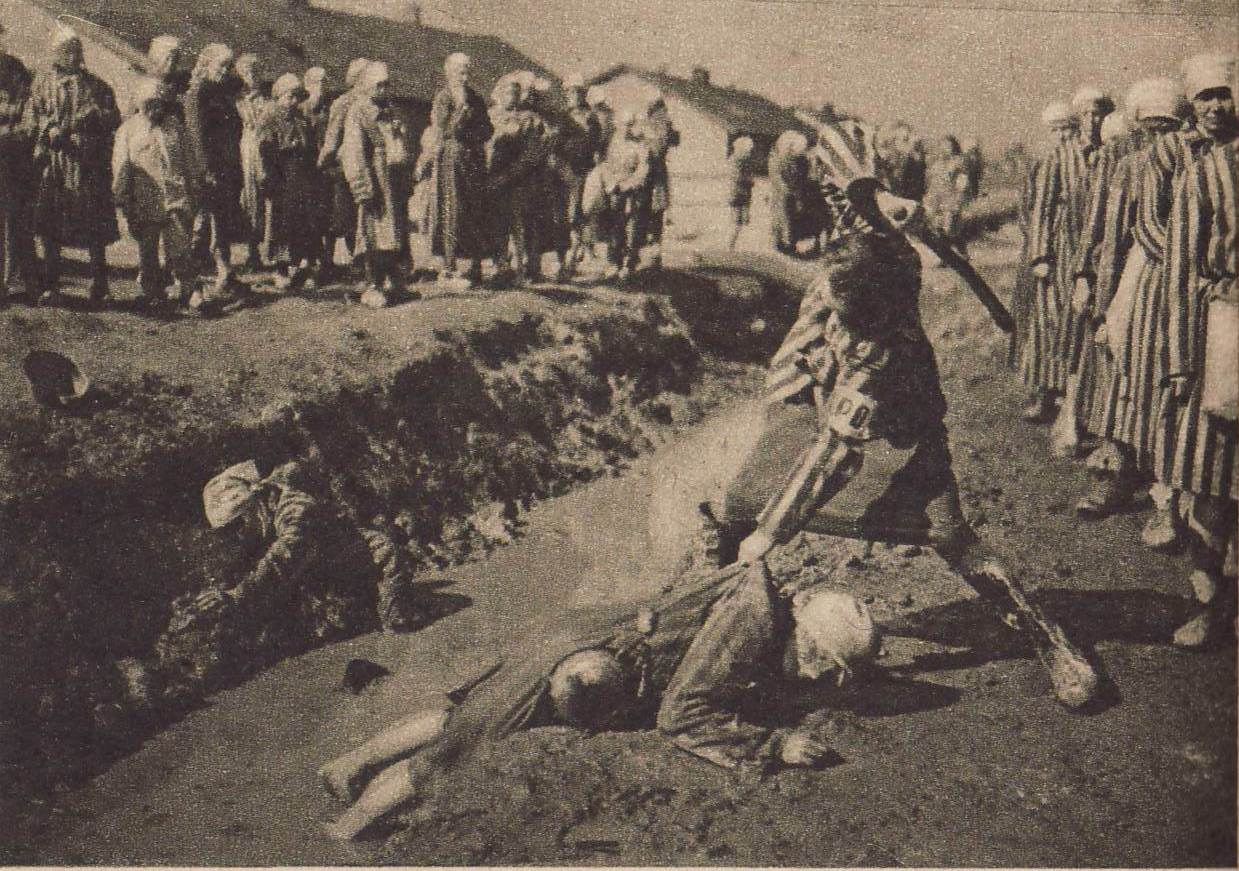
Scena katowania więźniarki obozowej przez kapo: fotos z filmu Ostatni etap (1947)

Kręcony w obozie Auschwitz-Birkenau film, któremu ostatecznie nadano nazwę Ostatni etap (1947), był opowieścią o bohaterze zbiorowym: ponadnarodowym komunistycznym ruchu oporu więźniarek w tymże obozie. Od początku Jakubowska zamierzyła uczynić z Ostatniego etapu film o wyraźnej wymowie politycznej; to komunistki zostały przedstawione najprzychylniej, a reżyserka dla kontrastu wprowadziła postacie polskich antybohaterek (brutalnej kapo obozowej oraz pseudolekarki). Wprawdzie scenariusz filmu w trakcie produkcji pozbawiony został niektórych bardziej drażliwych scen (przede wszystkim przemocy seksualnej popełnianej na więźniarkach przez strażników obozowych), lecz Ostatni etap nadal budził kontrowersje. W Polsce zarzucano reżyserce antypolskie akcenty oraz jednoznaczną polaryzację postaci, ale nie przeszkodziło to w osiągnięciu przez film międzynarodowego rozgłosu (ponad 7,5 miliona widzów, Grand Prix na Międzynarodowym Festiwalu Filmowym w Mariańskich Łaźniach). Ostatni etap doceniano za upodmiotowienie kobiet oraz nieomal dokumentalne przedstawienie zbrodni nazistowskich, z powodu czego niektórzy krytycy przedkładali to dzieło nawet ponad o pół wieku późniejszą Listę Schindlera (1993) Stevena Spielberga.
Mimo międzynarodowego sukcesu Ostatni etap został rychło potępiony na Zjeździe Filmowców w Wiśle (1949), na którym zadekretowano wprowadzenie doktryny socrealizmu. W konsekwencji Jakubowska, od 1948 członkini Polskiej Zjednoczonej Partii Robotniczej, zdecydowała się zrobić film socrealistyczny zlecony przez władze komunistyczne. Zapytawszy nowego szefa kinematografii Stanisława Albrechta o temat do podjęcia, Jakubowska otrzymała odpowiedź, że najbardziej pożądana byłaby biografia Karola Świerczewskiego, zabitego w Bieszczadach w zasadzce Ukraińskiej Powstańczej Armii. Efektem prac był Żołnierz zwycięstwa (1953), liczący ponad trzy godziny fresk, który ukrywał niechlubne wątki z życia bohatera (szczególnie funkcję komisarza politycznego w Armii Czerwonej), okazał się niezwykle kosztowny (około miliarda ówczesnych złotych). Miał doraźną wymowę propagandową, gdyż sugerował, że inspiratorem zabójstwa Świerczewskiego był wiceminister obrony do spraw polityczno-wychowawczych z okresu krótkich powojennych rządów Władysława Gomułki, na dodatek podobny do Mariana Spychalskiego. Gdy ten po odwilży październikowej 1956 powrócił do łask, film przestał się nadawać do pokazywania, co poprzedziła zresztą jego klapa finansowa. Bez echa przeszła również Opowieść atlantycka (1954) na podstawie opowiadania Mirosława Żuławskiego, choć wyróżniała się ona stylem nawiązującym do poetyki francuskiego czarnego realizmu poetyckiego.

### Działalność w Zespole Filmowym „Start”
Kiedy po śmierci Stalina kinematografia polska uległa decentralizacji, Jakubowska wystarała się o stworzenie Zespołu Filmowego „Start”, obejmując przy nim funkcję kierowniczki artystycznej. Pierwszy jej film stworzony w „Starcie”, Pożegnanie z diabłem (1956), był artystyczną porażką i przedłużeniem zaniechanej estetyki socrealizmu. Jednakże już Król Maciuś I (1957), nakręcona w kolorze adaptacja powieści dla dzieci Janusza Korczaka, twórczo nasycił pierwowzór literacki osobistymi przeżyciami Jakubowskiej. Jak referowała przesłanie filmu Monika Talarczyk-Gubała:
Mały król w okopach przekonał się, że wojna, w którą lubią bawić się chłopcy, oznacza w rzeczywistości głód, ból i zmęczenie. Z kolei utopijna wizja rządów, w których cały lud ma wyrażać swoją wolę, doprowadziła do katastrofy […]. [D]orosły widz zdolny był odczytać stanowisko reżyserki na temat […] katastrofalnych w skutkach dwóch wielkich wojen oraz kryzysów politycznych po wojnie.

Kolejny film Jakubowskiej, Historia współczesna (1960), wciąż był utrzymany w estetyce socrealizmu; jego tematem były tragiczne skutki kradzieży spirytusu metylowego. Jednakże już Spotkania w mroku (1960) stanowiły powrót do tematyki wojennej, która reżyserce była najbliższa. Bohaterką koprodukcji polsko-wschodnioniemieckiej była polska pianistka, która podczas tournée po Berlinie Zachodnim wspominała lata spędzone w niemieckim obozie pracy przymusowej. Następny obozowy film Jakubowskiej, Koniec naszego świata (1964) na podstawie powieści Tadeusza Hołuja, czynił z kolei bohaterem byłego więźnia Auschwitz, który pobyt w obozie przeżył na skraju załamania psychicznego i wycieńczenia fizycznego. Historyk Hanno Loewy stwierdzał po latach, że w swej drastyczności „Koniec naszego świata ukazuje wszystko to, czego oszczędził nam Ostatni etap”.
Gorąca linia (1965) według powieści Jana Pierzchały Dzień z nocą na trzy podzielony, w której główną rolę inżyniera kopalni zagrał Lech Skolimowski, okazała się nieudanym powrotem do poetyki socrealizmu. Jakubowska sama komentowała, iż „to była najgorsza projekcja, jaką przeżyłam, bo zrozumiałam, że film nie przemówił do widowni”. Był to ostatni film Jakubowskiej nakręcony w Zespole Filmowym „Start”, który został rozwiązany przez gomułkowską władzę po wydarzeniach marcowych 1968. Utraciwszy wielu cennych współpracowników żydowskiego pochodzenia, którzy na fali nagonki antysemickiej zostali zmuszeni do opuszczenia kraju, Jakubowska straciła zapał do kina autorskiego. Jej wiejska komedia motoryzacyjna 150 na godzinę (1972), zrealizowana już w Zespole Filmowym „Wektor” Jerzego Jesionowskiego, została oceniona jako nieudolna próba skopiowania sukcesu Samych swoich (1967) Sylwestra Chęcińskiego.

### Schyłek twórczości
W 1978 Jakubowska wyreżyserowała film Biały mazur, adaptację kolejnej powieści Hołuja Róża i płonący las na podstawie biografii polskiego dziewiętnastowiecznego rewolucjonisty Ludwika Waryńskiego. Pomimo użycia anachronicznych filmowych środków wyrazu film zwracał uwagę obecnością licznych charyzmatycznych drugoplanowych ról kobiet, aktywnych rewolucyjnych działaczek w walce z caratem. Na krótko w Zaproszeniu (1985) Jakubowska wróciła do tematyki obozowej, tym razem widzianej z perspektywy starszej kobiety wspominającej traumę Auschwitz. Reżyserka komentowała Zaproszenie następująco: „na pewno nie jest to film słodki, ani optymistyczny”; pierwowzorem bohaterki filmu miała być Alina Przerwa-Tetmajer, aczkolwiek reżyserka zarzekała się, że połączyła w nim biografie wielu różnych osób. Kolory kochania (1988), ostatni film w karierze artystki, to pulsująca erotyzmem biografia poety Władysława Orkana, która nie wzbudziła już zainteresowania krytyków.

### Działalność edukacyjna
Po sukcesie Ostatniego etapu Jakubowska została zatrudniona jako wykładowczyni na Wydziale Reżyserii Państwowej Wyższej Szkoły Filmowej w Łodzi. 22 marca 1956 otrzymała tytuł profesora zwyczajnego. Znana była z bezkompromisowej postawy na rzecz zachowania autonomii uczelni; potrafiła wyprosić funkcjonariuszy Urzędu Bezpieczeństwa, którzy wtargnęli do sali projekcyjnej podczas projekcji filmu Obywatel Kane (1941) Orsona Wellesa. Jej wychowankami byli tacy studenci jak Kazimierz Kutz, Piotr Szulkin, Filip Bajon, Krzysztof Kieślowski. Wspominali ją oni przeważnie pozytywnie. Punktem zwrotnym był moment, gdy wykładowczyni dopuściła do realizacji etiudy Bajona Sadze, czyniącej aluzję do brutalnego stłumienia strajków robotników w Stoczni Gdańskiej w grudniu 1970. Na wieść o powstaniu etiudy rektor uczelni Stanisław Kuszewski wyperswadował Bajonowi dalsze studia, doprowadzając również do utraty posady przez Jakubowską.
Od 1962 wchodziła w skład Ogólnopolskiego Komitetu Pokoju.

### Życie prywatne i śmierć

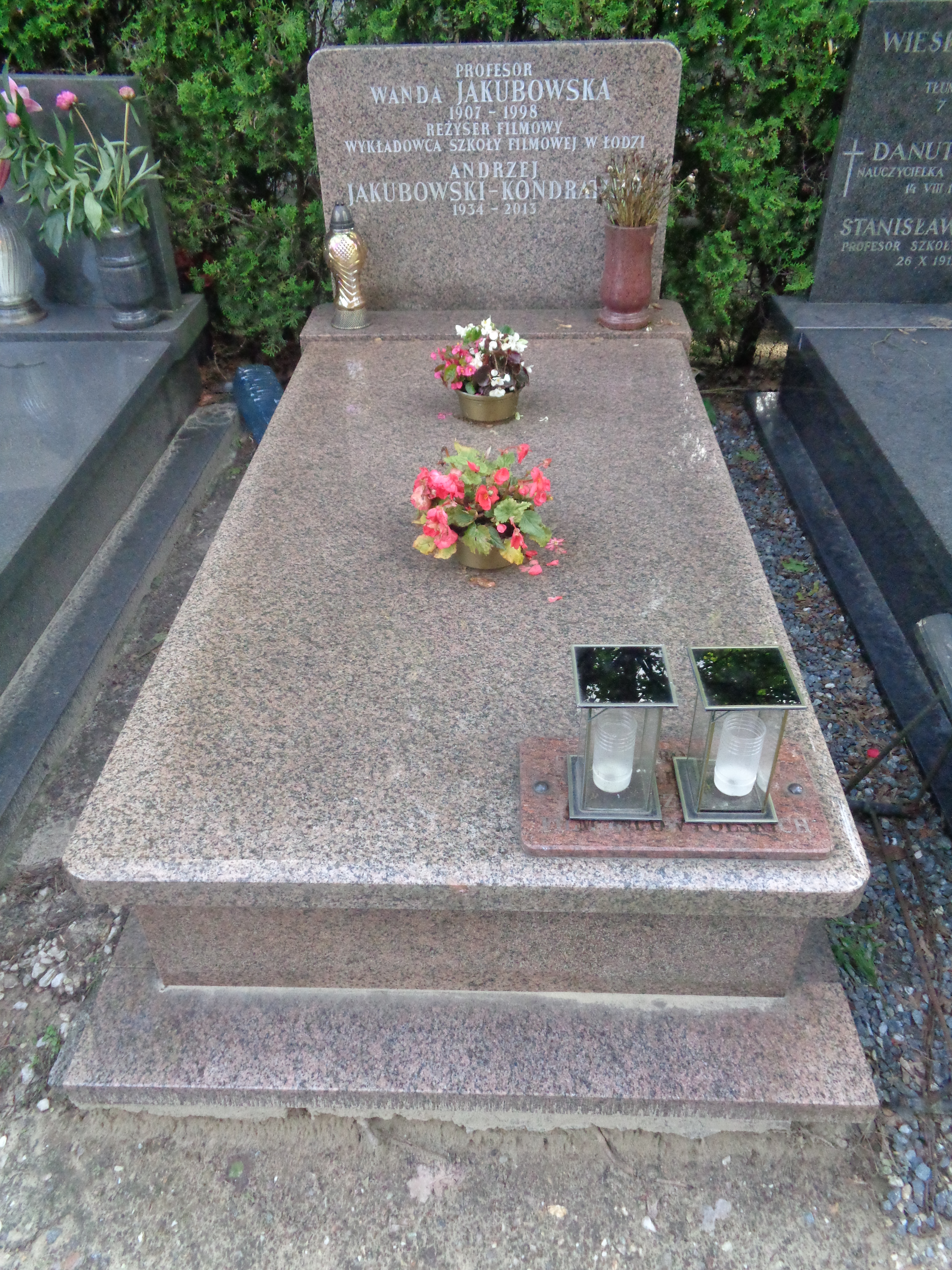
Grób Wandy Jakubowskiej na cmentarzu Wojskowym na Powązkach

Wanda Jakubowska jeszcze w 1933 związała się nieformalnie z Mikołajem Kondratiewem z Teatru „Baj”. Związek ten nie przetrwał nawet kilkunastu miesięcy, choć właśnie z tego związku 14 września 1934 urodził się jej jedyny syn Andrzej.
Zmarła 24 lutego 1998 w Warszawie, pochowana na cmentarzu Wojskowym na Powązkach (kwatera A3 tuje-3-39).

## Styl filmowy
Wanda Jakubowska jest zaliczana w poczet współtwórców doktryny artystycznej socrealizmu i kontynuowała jego poetykę mimo formalnego wygaśnięcia owego nurtu po odwilży październikowej. Jej filmy podlegały ścisłej ideologizacji, często też poruszały temat traumy obozowej, która miała ulec przepracowaniu. Hanno Loewy zalicza trzy jej filmy: Ostatni etap (1947), Koniec naszego świata (1964) i Zaproszenie (1985), do tzw. trylogii oświęcimskiej. Zaangażowana retoryka dzieł Jakubowskiej odbywała się jednak kosztem jakości artystycznej jej filmów. Piotr Zwierzchowski pisał o twórczyni Ostatniego etapu: „Jakubowska była postacią fascynującą, niesłychanie ważną dla polskiego kina, ale nie była zbyt dobrą reżyserką”. Mimo słabości warsztatowej jej filmów, w twórczości Jakubowskiej odnajdywano jednak szczególny talent do przedstawiania ekranowych kobiet w sposób budzący sympatię widzów. Ewa Mazierska twierdziła:

Tylko kilka jej filmów znalazło trwałe miejsce w historii polskiego kina, ale wszystkie wykazują konsekwencję i rzetelność, które moim zdaniem zasługują na zainteresowanie, a nawet szacunek, zwłaszcza wobec niezwykłej długości jej kariery reżyserskiej.

## Filmografia
| Rok  | Tytuł                 | Funkcja                 | Uwagi |
| ---- | --------------------- | ----------------------- | --- |
| 1932 | Impresje jesienne     | reżyserka               | film dokumentalny, część filmu Reportaż nr 1 i nr 2 (współreżyserzy Eugeniusz Cękalski, Jerzy Zarzycki); film zaginiony |
| 1933 | Morze                 | reżyserka               | film dokumentalny (współreżyserzy Jerzy Zarzycki, Stanisław Wohl); pierwsza polska produkcja nominowana do Oskara       |
| 1934 | Budujemy              | operatorka zdjęć        | film dokumentalny (reżyser Jerzy Zarzycki); film zaginiony                                                              |
| 1939 | Nad Niemnem           | reżyserka               | adaptacja powieści Elizy Orzeszkowej (współreżyser Karol Szołowski); film zaginiony                                     |
| 1946 | Budujemy nowe wsie    | reżyserka, scenarzystka | reportaż |
| 1947 | Ostatni etap          | reżyserka, scenarzystka | film fabularny |
| 1953 | Żołnierz zwycięstwa   | reżyserka, scenarzystka | film fabularny |
| 1954 | Opowieść atlantycka   | reżyserka               | film fabularny |
| 1956 | Pożegnanie z diabłem  | reżyserka, scenarzystka | film fabularny |
| 1957 | Król Maciuś I         | reżyserka, scenarzystka | adaptacja powieści Janusza Korczaka                                                                                     |
| 1960 | Spotkania w mroku     | reżyserka, scenarzystka | film fabularny |
| 1960 | Historia współczesna  | reżyserka               | film fabularny |
| 1964 | Koniec naszego świata | reżyserka, scenarzystka | film fabularny |
| 1965 | Gorąca linia          | reżyserka               | film fabularny |
| 1971 | 150 na godzinę        | reżyserka               | film fabularny |
| 1978 | Biały mazur           | reżyserka, scenarzystka | film fabularny |
| 1985 | Zaproszenie           | reżyserka, scenarzystka | film fabularny |
| 1988 | Kolory kochania       | reżyserka, scenarzystka | film fabularny |

## Spuścizna

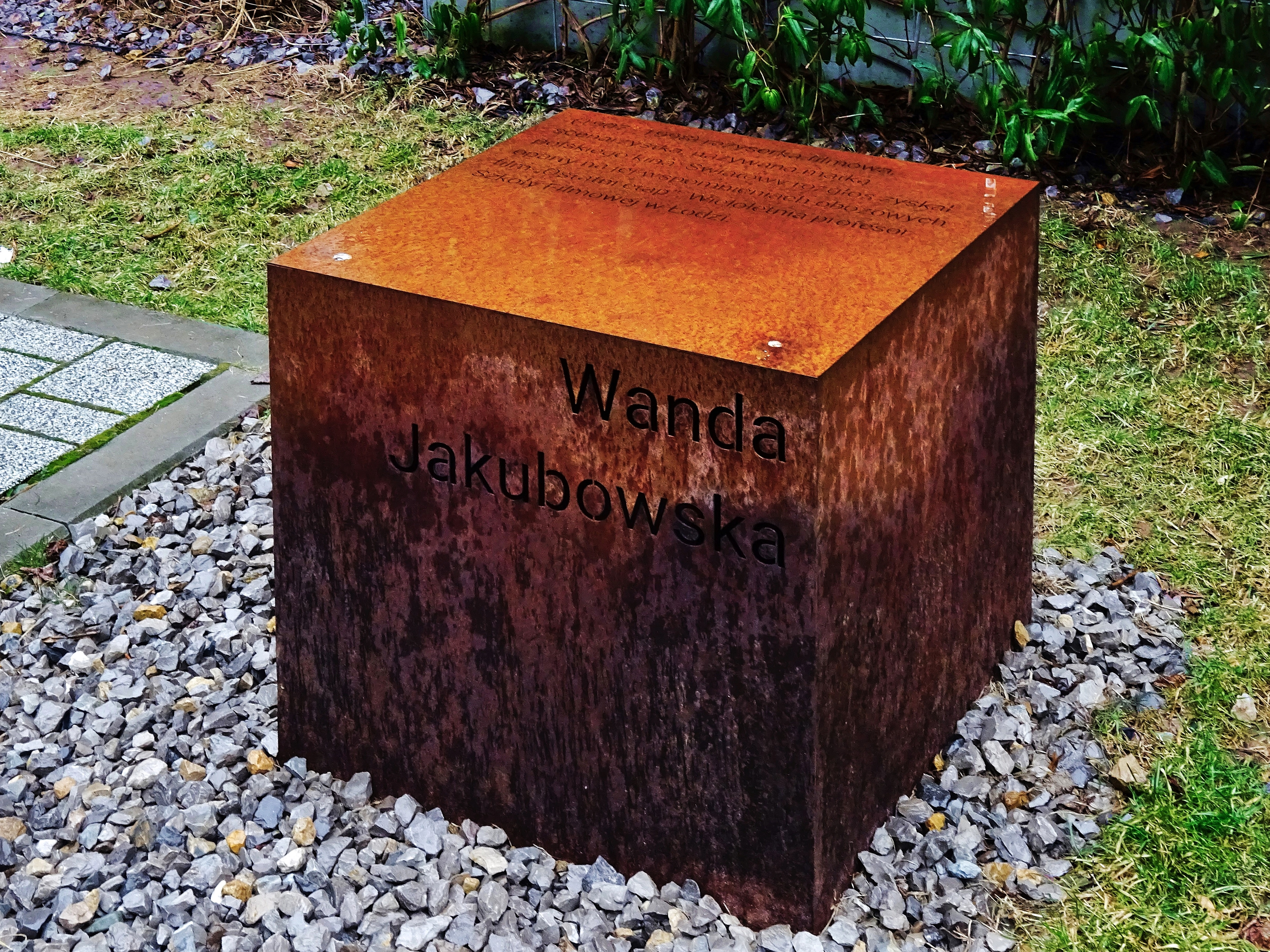
Pomnik-sześcian upamiętniający Wandę Jakubowską na osiedlu Wizjonerów w Krakowie

Twórczość Wandy Jakubowskiej tuż po upadku komunizmu w Polsce została zmarginalizowana, do czego przyczyniły się komunistyczne poglądy artystki oraz uwikłanie w projekty filmowe zamówione przez PZPR. Na nowo jej twórczość została odkryta podczas festiwalu filmowego w Telluride w 1993, na który Jakubowska została zaproszona przez Agnieszkę Holland. W Europie Zachodniej oraz Stanach Zjednoczonych ponownie wyświetlono jej najważniejsze dzieło, Ostatni etap (1947).
Osoba Wandy Jakubowskiej odegrała ważną rolę w kształtowaniu późniejszych filmowych narracji o Auschwitz-Birkenau. Za twórczą polemikę z Ostatnim etapem uznawana jest Pasażerka (1963) Andrzeja Munka, w której jako strażniczka obozowa wystąpiła ta sama aktorka Aleksandra Śląska. Inspirację narracjami obozowymi Jakubowskiej zdradzały dzieła takich reżyserów, jak Alain Resnais (Noc i mgła, 1955), George Stevens (Pamiętnik Anny Frank, 1959; Lombardzista, 1964), Alan J. Pakula (Wybór Zofii, 1982), Leszek Wosiewicz (Kornblumenblau, 1989). Jakubowska nade wszystko jest uznawana za pionierską osobowość kina kobiet w Polsce. Zdaniem Ewy Mazierskiej była ona pierwszą polską reżyserką, której filmy doczekały się międzynarodowego uznania, jak również jedną z pierwszych filmowych propagatorek pacyfizmu w powojennym kinie polskim.

## Ordery i odznaczenia
- Order Sztandaru Pracy I klasy (22 lipca 1949)[71]
- Krzyż Komandorski z Gwiazdą Orderu Odrodzenia Polski (1964)[72]
- Krzyż Oficerski Orderu Odrodzenia Polski (16 kwietnia 1949)[73]
- Medal 40-lecia Polski Ludowej (1984)[74]
- Medal „Za zasługi dla obronności kraju”
- Medal im. Ludwika Waryńskiego (1987)[75]
- Odznaka „Zasłużony Działacz Kultury” (1967)[76]
- Odznaka tytułu honorowego „Zasłużony dla Kultury Narodowej” (1986)[77]

## Nagrody i wyróżnienia
- Nagroda Miasta Stołecznego Warszawy (1996)[78]
- Międzynarodowa Nagroda Pokoju Światowej Rady Pokoju (1951)[79]
- Nagroda Państwowa I stopnia w dziale filmu (1964) - za film Koniec naszego świata[80]
- Nagroda „Złote Grono” XI Lubuskiego Lata Filmowego w Łagowie (1979)[81]
- Dyplom Państwowego Komitetu ds. Kinematografii  ZSRR (1979)[82]